# Дідух
Діду́х (його ще називають: дід, коляда, колядник, сніп, король) — українська різдвяна прикраса з колосків, первісно — язичницький ідол, символ предка-покровителя, зачинателя роду; а також — символ урожаю, добробуту, багатства. Дідух має вигляд вертикального поставленого снопа, що складається з найкращого збіжжя, може прикрашатися кольоровими нитками, стрічками, квітами, плодами.

## Виготовлення
Для дідуха добиралися колоски з першого снопа жита, пшениці чи вівса. Напередодні свят зі стеблин обрядового снопа формували кілька пучечків, кожен з яких окремо обплітали соломинками чи обв'язували кольоровими нитками. Потім такі дольки-пучечки складали докупи й обкручували стрічками, формуючи пишний сніп. Знизу робили розгалуження типу ніжок, щоб дідух міг стояти в вертикальному положенні. Пучки колосся зверху обрамлялися кольоровим стрічками, паперовими або засушеними польовими квітами.
До сучасних дідухів можуть додаватися рис, просо, різні трави, ягоди, як-от калина. Кількість колосків у пучках може бути кратною 4 (кількості тижнів у місяці), 7 (кількості днів у тижні) чи 12 (кількості місяців у році). Кожному виду злаків, буває, надається символізм окремої пори року; в такому разі загалом їх 4. Додатково, сучасні творці дідухів надають їм символізму за ярусами: нижній (розгалужені ноги) символізує світ померлих, середній — світ живих, верхній — світ богів.

## В обрядовості

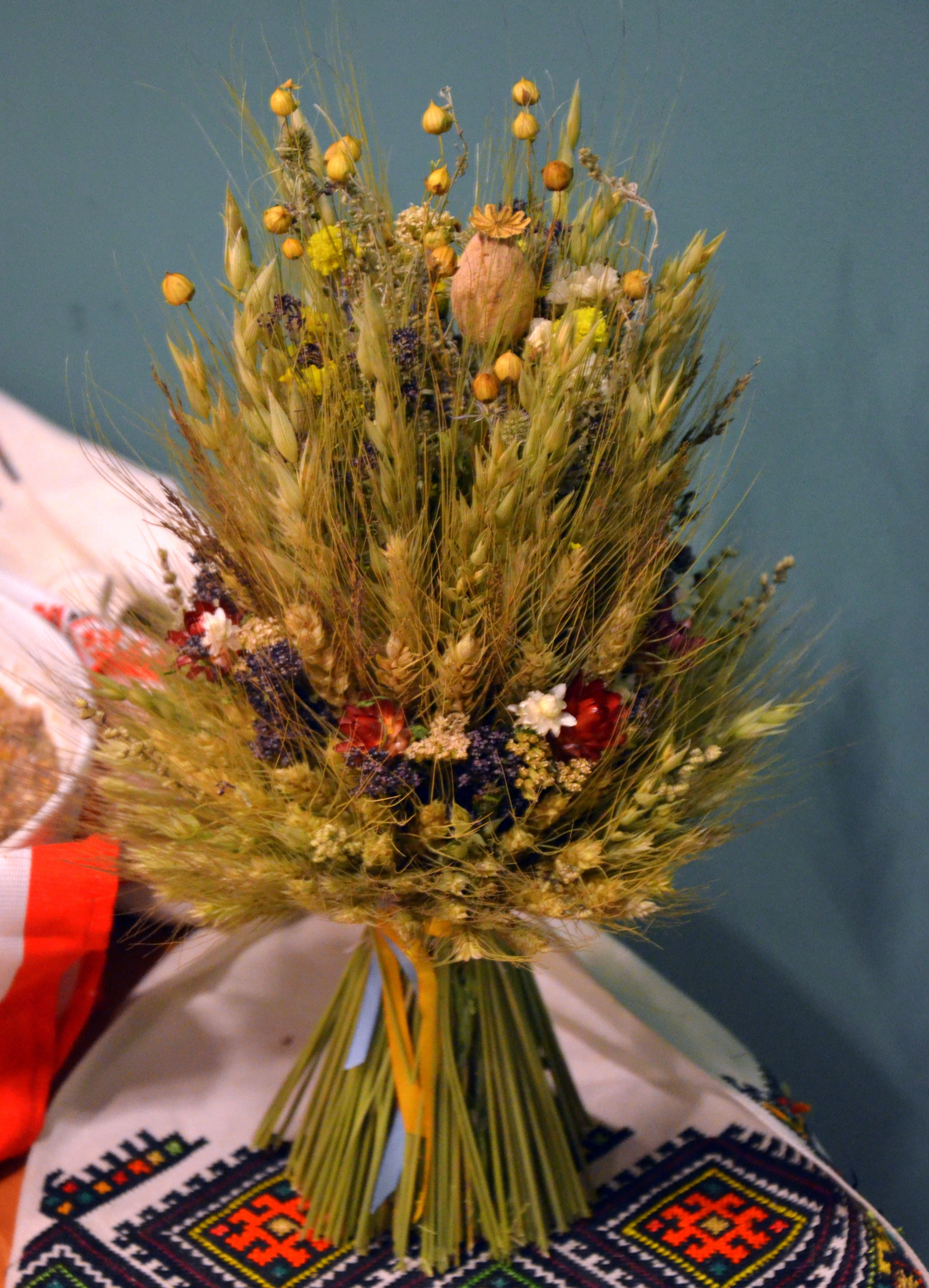
Дідух в українців Польщі

Дідухом обирався перший житній, пшеничний або вівсяний сніп, який з почестями забирали з поля під час зажинок чи обжинок. Далі дідух зберігався до різдвяних свят у клуні.
На Свят-вечір господар будинку (іноді разом з сином) забирав дідух і обходив із ним обійстя. Далі вносив дідух до хати і, переступивши поріг, знімав шапку та промовляв віншування: «Віншую вас з щастям, здоров'ям, з цим Святим Вечером, щоб ми в щасті й здоров'ї ці свята провели та других дочекались — від ста літ до ста літ — поки нам Пан Біг назначив вік!». Потім господар ставив дідух на покутті під іконами. В деяких місцевостях дідух міг доповнюватися 12-ма в'язками сіна.
Свою обрядову роль він виконував упродовж усіх Різдвяних свят, зберігався в оселі до Нового року або до Водохреща. Після цього дідух виносили з настанням темряви на вигін або в сад і спалювали, щоб прикликати цим весну. Попіл дівчата потім висипали на город «щоб родили огірки».
Дідухи в різдвяно-водохресному циклі свят можуть різнитися за виглядом і деталями обрядів, що зумовлено впливом християнської традиції, зміщенням у календарі, розмиттям чи втратою внутрішньої форми звичаїв та обрядів, змінами в традиційному способі життя.
Відповідники дідуха в сербів — «баднякове дерево» — дубовий пеньок, политий медом, вином і посипаний пшеницею, який потім підпалювали.
У сучасних публікаціях дідух іноді описується як аналог святкової ялинки.

## Символізм

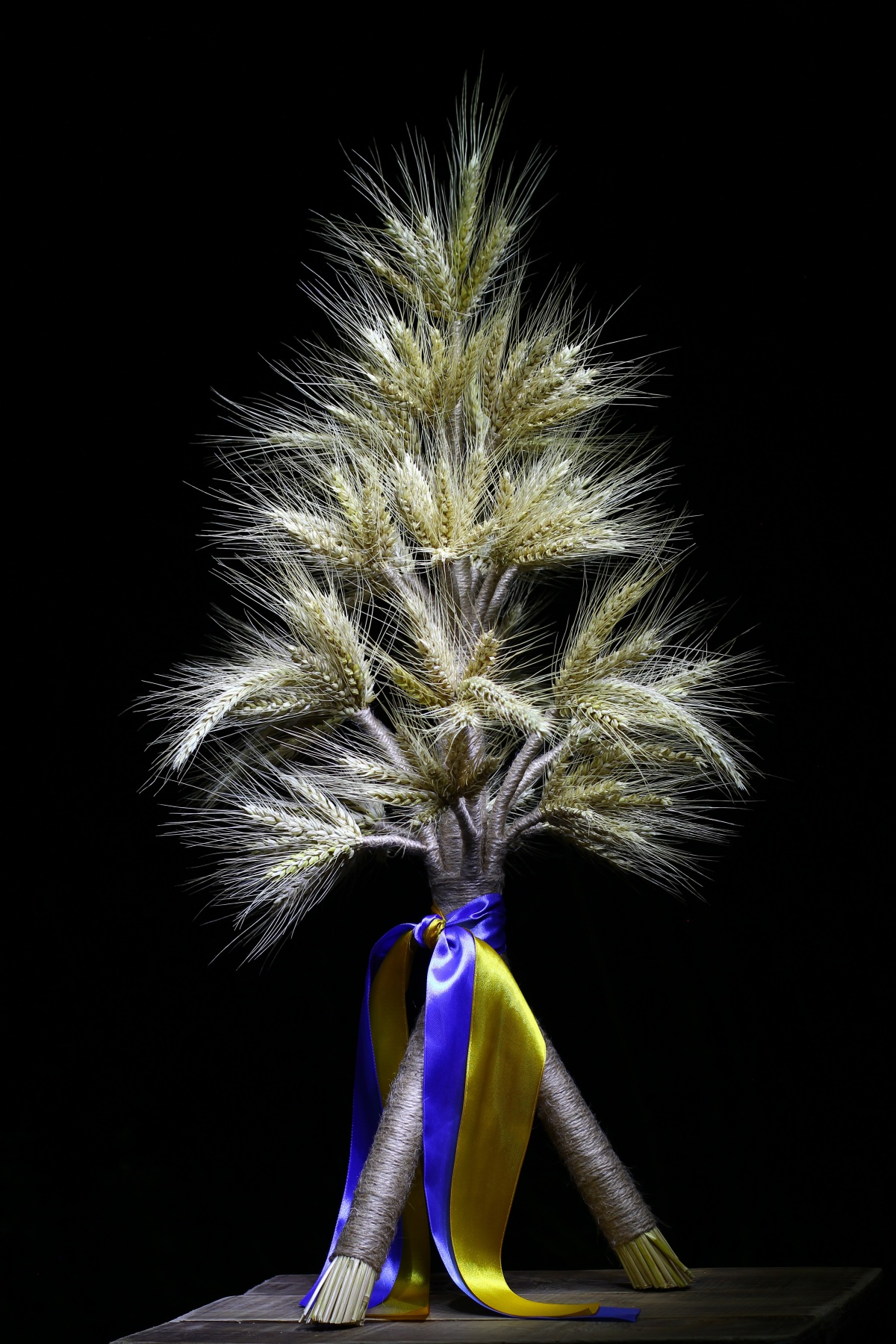
Дідух, прикрашений жовто-блакитними стрічками

Перший або останній сніп, або інша частина врожаю має особливе значення в більшості хліборобських культур і наділяється в віруваннях магічною силою. Сніп — поширений символ об'єднання, інтеграції та сили. В християнській культурі також символізує святих і Христове воскресіння: як сніп є частиною щорічного врожаю, так Христос постає частиною загального обіцяного воскресіння всіх людей.
Конкретно дідух найчастіше трактується як символ родинного предка, а також як символ предка народу, Господа — первісного ідеального господаря. На думку Ксанофонта Сосенка, оригінальність дідуха полягає в тому, що він символізує не окрему особу, а предка рідні взагалі. Тому дідуху й не приносили жертви-пригощання, але водночас охоче чекали його появи в хаті. Додатково дідух асоціювався з Місяцем як символом господаря, що відображено в колядках, де «ясний місяць — пан-господар, ясне сонце — його жона, ясні зірки — його діти».
За версією Джеймса Джорджа Фрейзера, як викладено в праці «Золота гілка», сніп у багатьох хліборобів символізує духа врожаю, який завдяки збереженню снопа та особливим ритуалам, пов'язаним з його знищенням, переноситься від минулого врожаю до наступного. Натомість інші пояснення цих традицій можна вважати пізнішими нашаруваннями, зумовленими змінами в культурі та релігії людей, які цих традицій дотримуються.

## Галерея
| Дідух на вулиці Львова | Колосся дідуха | Шкільний музей «Ясногородська світлиця» | Дідух в Польщі |